# 火魅子伝 〜恋解〜 臥雲の章
『火魅子伝 〜恋解〜 臥雲の章』（ひみこでん れんげ がうんのしょう）は、原案：舞阪洸、作画：大暮維人による日本の漫画作品。『月刊コミックドラゴン』（角川書店）にて1998年12月号から1999年5月号まで連載された。単行本は全1巻。本項では漫画版について供述する。
ゲーム版は「火魅子伝 〜恋解〜」、小説版・アニメ版は「火魅子伝」を参照。

## 概要
舞阪洸がシナリオを担当したメディアミックス作品『火魅子伝』のひとつで、キャラクター原案やイラストを担当した大暮維人による作風で描かれた。
残酷な描写や、そこに度々挿入されるコミカルな描写を織り交ぜた、シリアスとギャグを併せ持った作風が特徴。小説やゲームとは設定が大幅に異なる世界観で、主人公・久峪、ヒロイン・日魅子が通う高校が主な舞台となっている。
単行本化に際し、加筆・修正が加えられている。

## 書籍
- 『火魅子伝 〜恋解〜 臥雲の章』（全1巻）

1. 1999年8月1日 初版発行 ISBN 4-04-926137-5